# Castell de l'Ofegat
Castell de l'Ofegat és un castell de Tàrrega (Urgell), declarat bé cultural d'interès nacional. Les seves restes són situades dalt d'un petit tossal isolat, situat al sud-est d'Altet, municipi agregat de Tàrrega.

## Història
La notícia més antiga del lloc de l'Ofegat data del 1121, quan consta que en el seu terme, situat a l'extrem de la marca del comtat de Berga, hi posseïa terres i vinyes la canònica de Santa Maria de Solsona. El castell és escripturat per primera vegada l'any 1133 en el testament de Gombau I i sa muller Agnès, els quals deixaren al seu fill Bernat unes cases i un alou que tenien «in kastrum Offegad». L'indret donà origen a un llinatge del mateix nom, documentat en nombroses escriptures dels segles xii i xiii. Aquesta nissaga tingué un paper important en la conquesta de la ciutat de Lleida i en la posterior colonització de terres dels encontorns. Alguns membres, com Guillem de l'Ofegat o Pere de l'Ofegat tingueren càrrecs destacats com la governació de la comanda hospitalera de Cervera els anys 1174 i 1178, respectivament.
Segons Josep Lladonosa i Pujol, el castell passà al domini del monestir de Santes Creus. En el testament de la reina Blanca d'Anjou, muller de Jaume II, datat el 1308, es ratificava el traspàs del «kastrum de Offegat» amb tots els seus drets, termes i pertinences al monestir, especificant que la compra del castell havia estat feta als marmessors del difunt Ramon d'Anglesola, senyor d'Utxafava. Tot i això, el cenobi de Santes Creus no trigà a despendre's d'aquesta fortalesa, ja que el 1324 el rei Jaume II concedí a Arnau Messeguer, senyor del Castell de l'Ofegat, el dret d'entrar vi i verema en la vila de Tàrrega. En el fogatjament dels anys 1365-70 consta de Joan Messeguer i tenia 7 focs.
A la darreria del segle xv el lloc de l'Ofegat prengué el títol de baronia en ésser comprat per la baronessa de Soldevila. la seva filla Elisabet de Soldevila i el seu marit Onofre de Pons, vengueren el 1559 el lloc i el castell amb tots els drets al consell general de la vila de Tàrrega que esdevingué senyor jurisdiccional de l'indret.

## Arquitectura
El castell, d'acord amb les escasses restes conservades, estaria format de tres elements constructius. D'una banda, un recinte poligonal que feia de muralla closa. A més, una torre circular bastida al cim del tossal i per acabar un segon recinte que seguia per fora el primer clos a tocar seu malgrat que en alguns sectors se'n separava. El recinte primitiu és visible sobretot a la banda sud-oest. S'hi veu un angle obtús on sembla que hi havia una espitllera. La paret té un gruix de 100 cm i és feta amb carreus ben escairats units amb morter de calç de mala qualitat. Uns 8 m més cap al sud-est hi ha un altre fragment d'aquesta paret. De la torre, que és de planta circular, es conserva una alçada màxima de 4 metres. El diàmetre intern és de 2 m i el gruix de les parets és de 2,2 m. Té la base massissa fins a uns 3 m. A l'exterior s'hi veuen unes 3 filades de carreus que fan uns 25 cm d'alt per 30 cm de llarg. També s'han conservat els carreus de la cara interna. El reble és de pedres i morter de calç de bona qualitat.
El tercer element constructiu és una nova muralla que a la banda sud-oest ressegueix per fora el primer mur perimetral, a una distància d'uns 95 cm. Aquest mur té un gruix de 90 cm i és fet amb carreus més grans i mot ben escairats. En el pany més ben conservat, d'uns 8 m de longitud, s'hi veuen, a uns 3 m d'alçada, una motllura horitzontal i cinc o sis forats destinats potser a suportar bigues exteriors d'una construcció. A l'extrem del mur hi ha una petita pilastra vertical. Tot plegat fa pensar que potser hi havia un altre edifici adossat. Altres restes d'aquest segon mur perimetral, amb carreus grans, es troben a l'extrem occidental del planell superior del turó. Segurament era de planta poligonal, com el primer clos.
El primer recinte poligonal es dataria cap al segle xi i es podria relacionar amb altres fortificacions que tenen aquesta planta com Guimerà o Calaf. La torre circular degué ser feta entre els segles xi i xii i el recinte exterior ja sembla més aviat una obra del segle xii o del xiii.